# Everything I Wanted
"Everything I Wanted" (estilizado em letras minúsculas) é uma canção da cantora americana Billie Eilish. Foi lançada em 13 de novembro de 2019 pela Darkroom e Interscope Records. A faixa foi escrita pela artista em conjunto com seu irmão Finneas O'Connell, sendo produzida pelo mesmo. "Everything I Wanted" é uma canção de pop alternativo e indie pop, com influencias do minimalismo e eletrônica, e foi inspirada em um pesadelo que a artista experimentou, e sua relação com seu irmão e sua proteção contra ela.

## Antecedentes e composição
Em 22 de outubro de 2019, foi relatado que Eilish estava trabalhando em novas músicas. Em novembro de 2019, a cantora anunciou o lançamento de duas novas músicas e um videoclipe para a música "Xanny". Ela finalmente revelou o título da música e a data de lançamento de "Everything I Wanted" durante uma transmissão ao vivo do Instagram em 10 de novembro de 2019.
Eilish e O'Connell começaram a escrever "Everything I Wanted" em setembro de 2018, que começou como um sentimento de depressão de Eilish. A inspiração para a faixa veio a partir de um pesadelo que Eilish vivenciou, onde ela cometia suicídio se jogando da Ponte Golden Gate, porém ninguém se importou com ela. A canção discute seu relacionamento com O'Connell e seu apoio contínuo a ela.

## Analise crítica
Jon Caramanica, do The New York Times, escreveu que "os teclados são urgentes e elegíacos" e descreveu o refrão como "desgastante, mas esperançoso". Brenna Ehrlich, da Rolling Stone, escreveu que a música mostrava uma "versão mais suave e triste de Eilish" e descreveu a faixa como "uma meditação sobre a fama". Allie Gemmill, escrevendo para a Teen Vogue, descreveu a música como "temperamental, lenta e introspectiva — basicamente, mais uma canção clássica da Billie". Gemmill também descreveu a música como "sonhadora" e "aparentemente [Eilish] desabafou sobre seu recente sucesso no topo das paradas".

## Videoclipe
Eilish lançou o vídeoclipe auto-dirigido de "Everything I Wanted" em 23 de janeiro de 2020.

## Apresentações ao vivo
Eilish tocou a música ao vivo pela primeira vez na When We All Fall Asleep Tour na Cidade do México.

## Créditos e equipe
Créditos adaptados do Tidal.
- Billie Eilish – vocais, compositora
- Finneas O'Connell – produtor, compositor, engenheiro, vocal de apoio, programador de bateria, baixo, piano, sintetizador
- John Greenham – engenheiro de masterização
- Rob Kinelski – mixagem

## Desempenho nas tabelas musicais
| Tabela musical (2019)                  | Melhor posição |
| -------------------------------------- | -------------- |
| Alemanha (GfK Entertainment Charts)    | 9              |
| Austrália (ARIA Charts)                | 2              |
| Áustria (Ö3 Austria Top 40)            | 3              |
| Bélgica (Ultratop 50 de Flandres)      | 5              |
| Bélgica (Ultratop 40 de Valônia)       | 6              |
| Canadá (Canadian Hot 100)              | 6              |
| CEI (Tophit)                           | 7              |
| Coreia do Sul (Goan)                   | 102            |
| Croácia (HDU)                          | 31             |
| Dinamarca (Tracklisten)                | 4              |
| Escócia (OCC)                          | 10             |
| Eslováquia (IFPI Slovenská Republika)  | 3              |
| Espanha (PROMUSICAE)                   | 16             |
| Estados Unidos (Adult Contemporary)    | 24             |
| Estados Unidos (Adult Top 40)          | 7              |
| Estados Unidos (Dance Club Songs)      | 40             |
| Estados Unidos (Billboard 100)         | 8              |
| Estados Unidos (Mainstream Top 40)     | 5              |
| Estados Unidos (Rock Airplay)          | 1              |
| Estados Unidos (Rolling Stone 100)     | 1              |
| Estônia (Eesti Singlid Tipp-40)        | 1              |
| Finlândia (IFPI Finlândia)             | 2              |
| França (SNEP)                          | 33             |
| Grécia (Greece Digital Songs)          | 2              |
| Hungria (Rádiós Top 40)                | 18             |
| Hungria (Single Top 40)                | 4              |
| Hungria (Stream Top 40)                | 7              |
| Irlanda (IRMA)                         | 1              |
| Islândia (Íslenski Listinn Topp 40)    | 4              |
| Itália (FIMI)                          | 20             |
| Japão (Japan Hot 100)                  | 66             |
| Letônia (Latvijas Radio)               | 1              |
| Líbano (The Official Lebanese Top 20)  | 5              |
| Lituânia (AGATA)                       | 1              |
| Malásia (RIM)                          | 4              |
| México (Mexico Airplay)                | 12             |
| Noruega (VG-lista)                     | 1              |
| Nova Zelândia (Recorded Music NZ)      | 2              |
| Países Baixos (Dutch Top 40)           | 7              |
| Países Baixos (Single Top 100)         | 4              |
| Portugal (AFP)                         | 5              |
| Reino Unido (UK Singles Chart)         | 3              |
| República Checa (IFPI Česká Republika) | 2              |
| Rússia (Tophit)                        | 4              |
| Singapura (RIAS)                       | 4              |
| Suécia (Sverigetopplistan)             | 3              |
| Suíça (Schweizer Hitparade)            | 2              |

| Tabela musical (2019)        | Posição |
| ---------------------------- | ------- |
| Letônia (Latvijas Radio)     | 98      |
| Países Baixos (Dutch Top 40) | 89      |

## Vendas e certificações
| Região | Certificação | Vendas   |
| --- | ------------ | -------- |
| Austrália (ARIA) | 2× Platina   | 140 000^ |
| Áustria (IFPI Áustria) | Ouro         | 15 000*  |
| Bélgica (BEA) | Platina      | 40 000*  |
| Canadá (Music Canada) | 2× Platina   | 160 000‡ |
| Dinamarca (IFPI Dinamarca) | Ouro         | 45 000^  |
| Espanha (PROMUSICAE) | Ouro         | 20 000^  |
| França (SNEP) | Ouro         | 100 000* |
| Itália (FIMI) | Ouro         | 35 000‡  |
| Nova Zelândia (RIANZ) | Platina      | 30 000^  |
| Reino Unido (BPI) | Platina      | 600 000‡ |
| *vendas baseadas apenas na certificação ^distribuições baseadas apenas na certificação ‡vendas+valores de streaming baseados apenas na certificação |              |          |

## Histórico de lançamento
| Região    | Data                   | Formato                        | Gravadora           | Ref.   |
| --------- | ---------------------- | ------------------------------ | ------------------- | ------ |
| Mundo     | 13 de novembro de 2019 | Download digital streaming     | Darkroom Interscope | [ 84 ] |
| Austrália | 13 de novembro de 2019 | rádio de sucesso contemporâneo | Darkroom Interscope | [ 85 ] |
| Mundo     | 7 de fevereiro de 2019 | Flexi disc                     | Darkroom Interscope | [ 86 ] |